# Historische Kommission
Die Historischen Kommissionen sind öffentlich geförderte Geschichtskommissionen. Sie sind meist als e. V. organisiert mit primär wissenschaftlichen Zwecken. Sie organisieren sich in der Regel auf der Ebene eines Bundeslandes sowie für andere Regionen, häufig im ehemals deutschen Osten. Hinzu kommen Historische Kommissionen von Institutionen mit speziellen historischen Interessen.

## Historische Kommissionen (Auswahl)

### In den deutschen Bundesländern
- Kommission für geschichtliche Landeskunde in Baden-Württemberg
- Kommission für bayerische Landesgeschichte
- Berlin
  - Historische Kommission zu Berlin
  - Preußische Historische Kommission
- Brandenburgische Historische Kommission
- Hessen
  - Frankfurter Historische Kommission
  - Hessische Historische Kommission Darmstadt
  - Historische Kommission für Hessen
  - Historische Kommission für Nassau
  - Kommission für die Geschichte der Juden in Hessen
- Mecklenburg-Vorpommern
  - Historische Kommission für Mecklenburg
  - Historische Kommission für Pommern[1]
- Historische Kommission für Niedersachsen und Bremen
- Nordrhein-Westfalen
  - Gesellschaft für Rheinische Geschichtskunde
  - Institut für geschichtliche Landeskunde der Rheinlande
  - Historische Kommission für Westfalen
- Rheinland-Pfalz
  - Historische Kommission der Akademie der Wissenschaften und der Literatur Mainz
  - Kommission für die Geschichte des Landes Rheinland-Pfalz
- Kommission für Saarländische Landesgeschichte
- Historische Kommission für Sachsen-Anhalt
- Historische Kommission für Thüringen

### Für historische Landschaften
- Baltische Historische Kommission
- Historische Kommission für die böhmischen Länder
- Historische Kommission für ost- und westpreußische Landesforschung
- Historische Kommission für Pommern
- Historische Kommission für Schlesien

### Bei Akademien der Wissenschaften
- Historische Kommission bei der Bayerischen Akademie der Wissenschaften
- Historische Kommission der Sächsischen Akademie der Wissenschaften zu Leipzig
- Historische Kommission bei der Österreichischen Akademie der Wissenschaften

### Sonstige
- Gemeinsame Kommission für die Erforschung der jüngeren Geschichte der deutsch-russischen Beziehungen
- Numismatische Kommission der Länder in der Bundesrepublik Deutschland
- Historische Kommission der ARD
- Historische Kommission beim SPD-Parteivorstand
- Historische Kommission der SPD Baden-Württemberg